# Fabio Barcellandi
Fabio Barcellandi es un poeta y traductor italiano.

## Vida y carrera
Desde 2009 colabora con Beppe Costa con el que organiza en Roma, en la librería Pellicanolibri, los encuentros "Poeti dallo Spazio" (Poetas desde el espacio), con la participación de autores como Fernando Arrabal, Dacia Maraini y otras.

Dirige talleres de escritura y composición poética para la cooperativa Zeroventi con estudiantes de escuelas secundarias de primero y segundo grado, los más recientes en la secundaria Caccioppoli de Scafati y en el Instituto Margarita de Castelvi de Sassari.
Es miembro de los grupos: POESIAinCIVILE (POESIAinCIVILIZADA), Poeti Dal Sottosuolo (Poetas del underground) y de la Revolutionary Poets Brigade (Brigada de Poetas Revolucionarios) fundada por Jack Hirschman.

Invitado en 2010 y en 2012 en el Festival Internacional de Literatura Ottobre in Poesía (Octubre en poesía), con intervenciones en las escuelas, librerías y conferencias organizadas durante el festival.
Con Luca Artioli y Andrea Garbin es el curador por la región de Lombardía, de la "collana poetica itinerante" (serie poética caminante) de las ediciones Thauma.

Ha participado en varias lecturas y recitales de poesía en Italia e Irlanda: de hecho, en mayo de 2011 fue publicado en la antología Italiano / Inglés "POETHREE new italian voices" (POETHREE nuevas voces italianas) de las ediciones Thauma con Luca Artioli y Andrea Garbin. Este libro, que es parte de un proyecto en colaboración con el poeta irlandés Dave Lordan, autor de las traducciones, trajo los tres poetas italianos en una gira por Irlanda.

Desde el pasado 18 de junio, con la fecha de Dublín en el The Irish Centre for Poetry Studies Mater Dei Institute of Education (DCU) (Centro irlandés de estudios de la poesía Instituto de Educación Mater Dei (DCU), también actuaron en Trim, Greystones, Cork, Galway y Derry.
Desde 2012 es jurado del Premio Centro per la Nuova Poesia d’Autore (Premio Centro por la nueva poesía de Autor, que se celebra en Chia (Soriano nel Cimino) en los lugares de Pier Paolo Pasolini.

## Algunas publicaciones
- Poethree, new italian voices, Thauma éditions, 2011, ISBN 9788897204282;
- Acqua privata? No grazie!, publié par di Marco Cinque, IlMioLibro edizioni, 2011.
- AA. VV. SignorNò, poesie e scritti contro la guerra, a cura di M. Cinque e P. Rushton, Pellicano Edizioni, 2015, ISBN 9788881795314
- AA. VV. LiberAzione poEtica. pref. Jack Hirschman, Pellicano, 2016, ISBN 9788899615277

### Poemas
- Parole alate, Cicorivolta, 2007, ISBN 9788895106298;
- Nero, l'inchiostro, Montag éditions, 2008, ISBN 9788895478364;
- Folle, di gente, Montag éditions, 2011, ISBN 9788896793626.

### Traducciones
- Dave Lordan Sopravvivere alla crisi, Thauma éditions, 2012, ISBN 9788897204282;
- Connor Kelly Lost poems, self produced.

Fabio Barcellandi también tradujo textos de: Kevin Higgins (Irlanda), Diane di Prima, Carl Rakosi y Richard Tillinghast (EE. UU.) (uno de los textos traducidos de Richard Tillinghast ha sido publicado en la revista Le Voci della luna (Las Voces de la Luna N.º 48); del portugués poemas de Mario Quintana (Brasil); del castellano poemas de Violeta Camerati y Nicanor Parra (Chile).

## Premios
- Solaris Award, 2008
- Teranova Award para la Poesía,[7] 2009